# معركة دوغر
معركة دوغر هي معركة بحرية وقعت بين الأسطول الألماني والأسطول البريطاني في بحر الشمال في 24 يناير 1915
خلال الحرب العالمية الأولى.
ودوغر هو شط رملي فسيح يقع في منتصف بحر الشمال بين إنجلترا والدانمارك وتُغطّيه المياه البسيطة باستمرار، وهو مشهور بصيد السمك.
تكبّد الألمان 950 قتيل و 190 أسير فيما كانت خسائر الإنجليز 15 قتيلاً، عُدّت المعركة نصراً تكتيكياً للبريطانيين.

## المعركة

### 24 يناير
توجه هيبير (الطراد الألماني)، بعد رؤية الدخان الناتج عن قوة كبيرة تقترب، نحو الجنوب الشرقي بحلول الساعة 07:35 للهروب. لكن طرادات المعركة كانت أسرع من السرب الألماني، الذي أعاقه الطراد المدرّع البطيء بلوخر وزوارق الطربيد التي تعمل بالفحم. وبحلول الساعة 08:00، شوهدت طرادات المعركة الألمانية من سفينة ليون (سفينة بريطانية) ولكن طرادات المعركة القديمة لسرب طرادات المعركة البريطانية الثاني كانت متخلفة عن سرب طرادات المعركة الأول. بعد مطاردة الألمان بالوضع الخلفي إلى الميمنة، أدركت السفن البريطانية الألمان تدريجيًا -وصلت سرعة بعضها إلى 27 عقدة (50 كم/ساعة؛ 31 ميلًا في الساعة)- واقتربت من في مدى السلاح. اختار بيتي الاقتراب من هذا الاتجاه لكي تساعد الرياح السائدة في انقشاع دخان السفن البريطانية، ما يتيح لهم رؤية جيدة للسفن الألمانية، بينما أعمى رجال المدفعية الألمان جزئيًا بسبب الدخان من مدخنة السفينة والمدافع الذي كان يهب نحو السفن البريطانية. فتحت ليون النار عند الساعة 08:52، على مسافة 20,000 ياردة (11 ميلًا، 18 كم) وبدأت السفن البريطانية الأخرى بإطلاق النار عند بلوغها مدى السلاح، بينما لم يتمكّن الألمان من الرد حتى الساعة 09:11، بسبب قصر مدى أسلحتهم. لم تشترك أية سفن حربية في مثل هذه المدى الطويل أو بهذه السرعات العالية من قبل، وكان إطلاق النار الدقيق لكلا الجانبين تحديًا غير مسبوق، ولكن بعد بضع رشقات، تخطت القذائف البريطانية بلوخر.
ركز القصف البريطاني على طراد المعركة سيدليتز، عند رأس الخط وعلى بلوخر في الخلف. مع وجود خمس سفن بريطانية ضد أربعة ألمان، اعتزم بيتي أن تشتبك سفينتاه الخلفيتان، نيوزيلندا وإندوميتابل، مع بلوخر، بينما تشبتك السفن الثلاث التي يقودها بالسفن الثلاث المقابلة. افترض إتش. بي. بيلي كابتن طراد المعركة تايغر المفوضة حديثًا، أنه يجب أن تركز السفينتان على السفينة الألمانية القائدة وتشتبك مع سيدليتز، تاركتين مولتكه حرةً لقصف ليون. لم تكن نيران تايغر فعالة، لأنها أخطأت في تلقّي رشقات القذائف من ليون، بينما سقطت الطلقات على بعد 3,000 ياردة (1.7 ميل؛ 2.7 كم) خلف سيدليتز. وفي الساعة 09:43، أُصيبت سيدليتز بقذيفة عيار 13,5 بوصة (340 ملم) من ليون، اخترقها خلف برج مصطبة الرمي، وتسببت في حريق بالذخيرة في غرفة العمل. انتشر هذا الحريق بسرعة عبر حجرات أخرى، مما أدّى إلى إشعال حشوات دافعة جاهزة إلى مخازن المواد المتفجرة ودمرت الأبراج الخلفية مع خسارة 165 رجلًا. ولكن نجح المسؤول التنفيذي بإغراقه مخازن المواد المتفجرة بإنقاذ سيدليتز من انفجار مخازن المواد المتفجرة الذي كان سيدمر السفينة. 
ظلت السفن البريطانية سالمة نسبيًا حتى الساعة 10:18، عندما ضربت ديريفلينغر ليون بعدة قذائف 30.5 سم (12.0 بوصة)، ما ألحق أضرارًا في محركاتها وتسبب في حدوث تسرب للمياه إلى داخلها؛ فقدت ليون سرعتها وبدأت تتراجع. في الساعة 10:41، نجت ليون بصعوبة من كارثة مماثلة لتلك التي وقعت في سيدليتز، عندما أصابت قذيفة ألمانية البرج الأمامي وأشعلت حريق ذخيرة صغير ولكنه أُخمد قبل التسبّب في انفجار مخازن المواد المتفجرة. وبعد بضع دقائق، بعد تسرّب الماء وميل السفينة إلى جانب الميناء (الجانب الأيسر)، اضطرت ليون إلى إيقاف المحرك الأيسر وخفض السرعة إلى 15 عقدة (28 كم/ساعة؛ 17 ميل في الساعة) وسرعان ما خرجت من المعركة، بعد تعرضها ل14 ضربة. وفي الساعة 10:30، أُصيبت بلوشر بقذيفة من برنسيس رويال، ما أدّى إلى اندلاع حريق بالذخيرة وإلحاق أضرار بغرفة المراجل. وتوجّب على بلوخر تخفيض سرعتها إلى 17 عقدة (31 كم/ساعة، 20 ميلاً في الساعة) وتراجعت أكثر فأكثر خلف بقية القوة الألمانية. أمر بيتي إندوميتابل، أبطأ سفينة له، باعتراض بلوخر. 
اختار هيبر، مع نفاد ذخيرة سفنه، الفرار باتجاه الوطن، تاركًا بلوخر المعطلة، لإنقاذ سفنه المتبقية. بدت إبادة السرب الألماني محتملة للبريطانيين حتى الساعة 10:54، عندما أمر بيتي -لاعتقاده أنه رأى بيرسكوب غواصة على الجانب الأيمن لمقدمة ليون- بالانعطاف 90 درجة إلى اليسار، لتجنب كمين الغواصة (ربما كان «البيرسكوب» عبارة عن طربيد منتهى يطفو على السطح أُطلق قبل 15 دقيقة من المدمرة الألمانية قّي5). في تمام الساعة 11:02، أدرك بيتي أن «الانعطاف الحاد جدًا قد يفتح المدى كثيرًا»، فأمر «بمسار شمالي شرقي» لإنقاص الانعطاف إلى 45 درجة، ثم أضاف أمر «الاشتباك الجزء الخلفي للعدو»، لتوضيح نيته في أن السفن الأخرى، التي تركت ليون بعيدًا خلفها، يجب أن تلاحق القوة الألمانية الرئيسية. بعد أن توقف مولدات ليون الكهربائية عن العمل، لم يتمكن بيتي من الإشارة إلا باستخدام رافعات أعلام الإشارة ونُقلت كلتا الإشارتين في نفس الوقت. 
أساء نائب القائد، اللواء البحري غوردون مور على نيوزيلندا فهم مجموع إشارتي «مسار شمالي شرقي»-الذي صادف أنه اتجاه بلوخر- وإشارة الاشتباك مع الجزء الخلفي العدو، وفهمهما بأنهما أمر لجميع طرادات المعركة بالقضاء على بلوخر. توقفت طرادات المعركة البريطانية عن مطاردة السرب الألماني وهاجموا بلوخر، مع انضمام معظم الطرادات الخفيفة والمدمرات البريطانية. حاول بيتي تصحيح سوء الفهم الواضح هذا باستخدام أمر من هوراشيو نيلسون في معركة الطرف الأغر «الاشتباك مع العدو عن قرب» لكن لم يكن هذا الأمر في دفتر الإشارات واختار بيتي أمر «البقاء أقرب إلى العدو» كأقرب مكافئ. في الوقت الذي رفعت فيه أعلام الإشارة هذه، كانت سفن مور بعيدة جدًا لتتمكن من قراءة أعلام بيتي ولم يُسلم التصحيح.
تمكنت بلوخر، رغم الصعوبات الجمة، من إخراج المدمرة البريطانية إتش إم إس ميتيور من المعركة وحقّقت ضربتين على طرادات المعركة البريطانية بمدافع عيار 21 سم (8.3 بوصة). أُصيبت بلوخر بنحو 70 قذيفة وتحطّمت. عندما ضُربت بلوخر بطربيدي أريثوزا من الطراد الخفيف، انقلبت عند خط العرض 54 25' شمالًا، وخط الطول 5 25' شرقًا، وغرقت عند الساعة 13:13، مع خسارة 792 من أفراد الطاقم. بدأت السفن البريطانية في إنقاذ الناجين ولكنهم توقفوا عند وصول منطاد زبلين إل-5 (إل زد -28) وطائرة مائية ألمانية اللذان هاجما بقنابل صغيرة. لم يحدث أي أضرار لكن انطلقت السفن البريطانية بسرعة وانسحبت لتتجنب المزيد من الهجمات الجوية، تاركةً خلفها بعض الناجين. وبحلول هذا الوقت، كانت بقية السفن الألمانية بعيدة جدًا عن البريطانيين للحاق بها.
تقدّمت ليون بسرعة 10 عقدة (19 كم/ساعة؛ 12 ميل في الساعة) في بداية رحلة العودة 300 ميل بحري (560 كيلومتر ؛ 350 ميل)، بمرافقة إندوميتابل. فكر بيتي في ترك أسطول المدمرات لحراسة ليون وإرسال الباقي إلى الخليج الألماني، لشن هجوم ليلي على السفن الألمانية، لكن الأضرار التي لحقت بليون تسببت في المزيد من المشاكل. أثناء تسلّلها إلى الوطن عانت السفينة من مشكلة في المحرك بسبب تلوث المياه المالحة في نظام تغذية المراجل وانخفضت سرعتها إلى 8 عقدة (15 كم/ ساعة؛ 9.2 ميل في الساعة). سحبت إندوميتابل ليون، استغرقت العملية ساعتين، كان طرادي المعركة خلالها شديدتي التعرض لهجمات الغواصات. في الساعة 17:00، استؤنفت الرحلة، وفي النهاية سارت السفن بسرعة 10 قدم (19 كم/ساعة؛ 12 ميلًا في الساعة) وعندما وصل الأسطول الكبير، زاد جيليكو من المتراس ليصل إلى 13 طرادًا خفيفًا و67 مدمرة. وصلت رسالة من الأميرالية بأن الألمان كانوا يخططون لهجوم ليلي بالمدمرات ولكن المدمرات مع مجموعتي الاستطلاع كانت تحتاج إلى وقود وتلك التي مع أسطول أعالي البحار كانت بعيدة جدًا.

## وصلات خارجية
- Battle of Dogger Bank